# Lufthansa CityLine

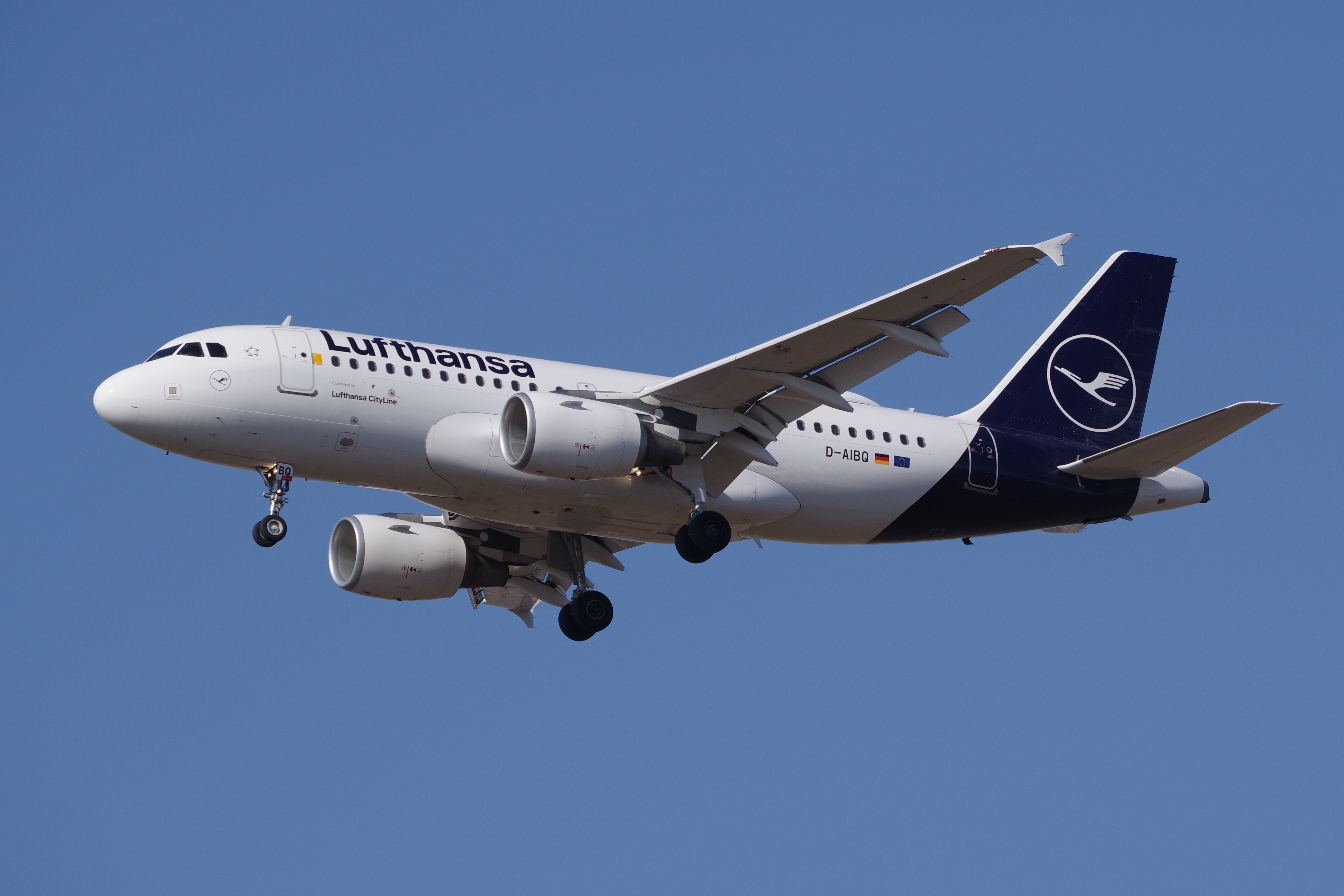
Een Airbus A319-100 van Lufthansa CityLine

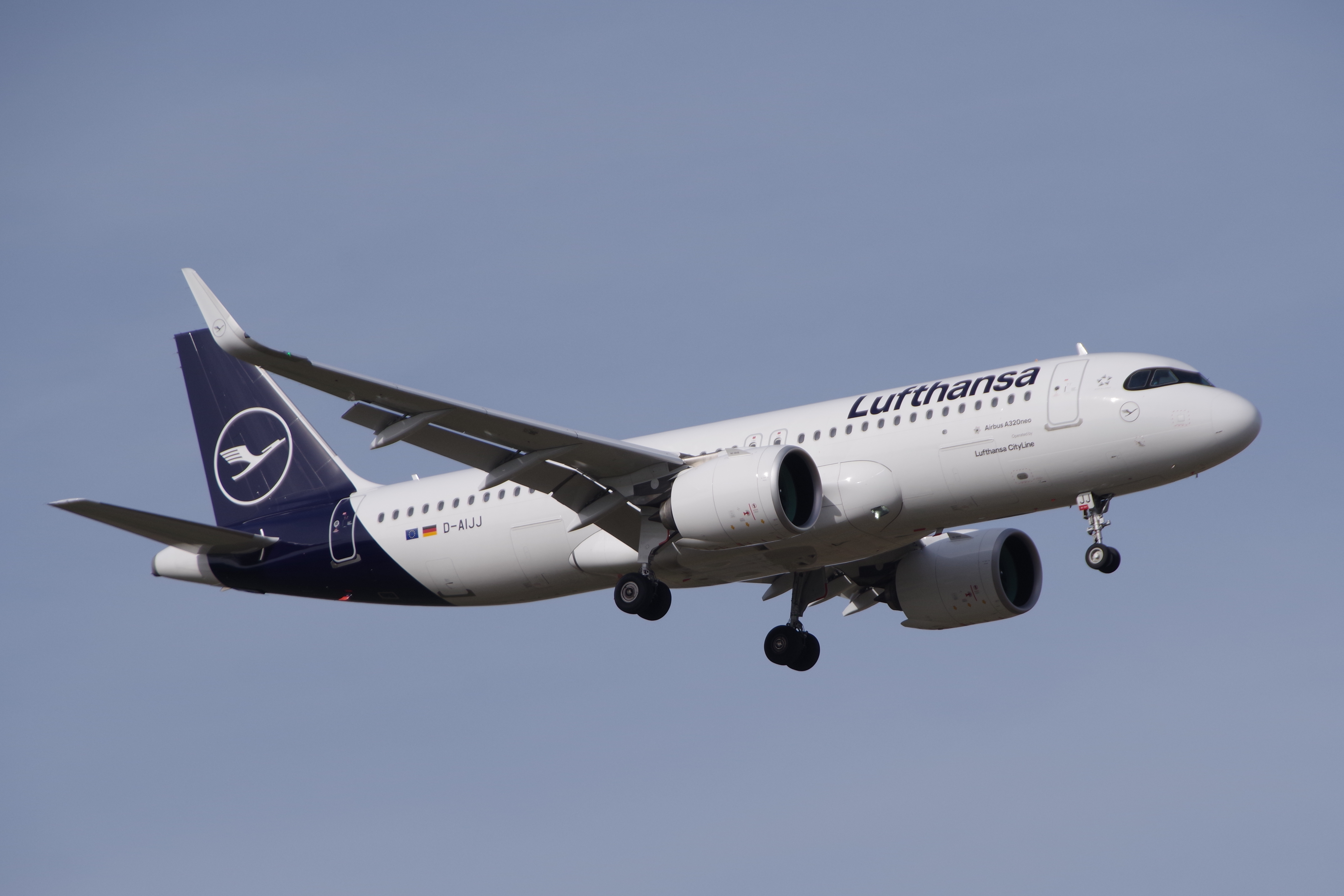
Een Airbus A320neo van Lufthansa CityLine

Lufthansa CityLine is onderdeel van Lufthansa Regional, dat zelf deel is van de grote Duitse luchtvaartmaatschappij Lufthansa.

## Code data
- IATA Code: CL
- ICAO Code: CLH
- Callsign: Lufthansa

## Vloot
De vloot van Lufthansa CityLine bestaat uit de volgende toestellen (mei 2025):
| Type                | In dienst | Orders | Passagiers | Passagiers | Passagiers | Opmerkingen                                                             |
| Type                | In dienst | Orders | J          | Y          | Totaal     | Opmerkingen                                                             |
| ------------------- | --------- | ------ | ---------- | ---------- | ---------- | ----------------------------------------------------------------------- |
| Airbus A319-100     | 12        | —      | var        | var        | 138        |                                                                         |
| Airbus A320neo      | 2         | —      | var        | var        | 180        | Extra toestellen van Lufthansa                                          |
| Bombardier CRJ900   | 24        | —      | var        | var        | 90         |                                                                         |
| Vrachtvloot         |           |        |            |            |            |                                                                         |
| Airbus A321-200/P2F | 4         | —      | Cargo      | Cargo      | Cargo      | Uitgevoerd voor Lufthansa Cargo. 1 in bestelling , levering midden 2023 |
| Totaal              | 42        | —      |            |            |            |                                                                         |